# Třídní nepřítel
Třídní nepřítel je v marxismu označení jednak pro údajně přirozené nepřátele dělnické třídy (z řad buržoazie čili kapitalistů), jednak i skryté nepřátele a rozvraceče v řadách dělnické třídy samotné. Jde o terminologii třídního boje.
Odhalení třídní nepřátelé bývali odsouzeni například za protistátní činnost. Za třídního nepřítele mohl být označen v podstatě každý, kdo neprojevoval věrnost myšlence komunismu a vedení komunistické strany.